# Nieuwpoort
Nieuwpoort [ˈniupoːrt]IPA je belgické město ležící na pobřeží Severního moře. Město se nachází na západě vlámské provincie Západní Flandry. Ve městě žije přibližně 11 tisíc obyvatel. Městem protéká řeka Yser, která se zde vlévá do moře.